# Tiberi Semproni Llong (cònsol 193 aC)
Tiberi Semproni Llong (en llatí Tiberius Sempronius Ti. F. C. N. Longus) va ser un magistrat romà del segles II i II aC. Era fill de Tiberius Sempronius C. F. C. N. Longus. Formava part de la gens Semprònia, i era de la família dels Llong, d'origen plebeu.
Sembla que va substituir el seu pare com a decemvir sacris faciundis l'any 210 aC i després, el mateix any, va ser també àugur, al lloc de Tit Otacili Cras. Sembla rar que tingués aquests càrrecs sense haver obtingut abans cap altra magistratura, però Titus Livi ho diu de manera molt clara, sense possibilitat de dubte. El mateix any tanmateix va ser elegit tribú de la plebs i el 197 aC era un dels Triumviri coloniae deducendae per l'establiment de colònies a Puteoli, Buxentum i altres llocs.
L'any 196 aC va ser pretor amb Sardenya com a província, on va allargar el seu mandat també el 195 aC. L'any 194 aC va ser elegit cònsol amb Publi Corneli Escipió Africà, i va lluitar contra els bois sense gaire èxit.
L'any 193 aC va ser legat del cònsol Luci Corneli Merula en la seva campanya contra els bois i el 191 aC legat del cònsol Marc Acili Glabrió I en la campanya contra Antíoc III el Gran a Grècia.
Va aspirar sense èxit a la censura el 184 aC. Va morir de pesta l'any 174 aC.